# Медран, Альваро
Альваро Медран Хуст (исп. Álvaro Medrán Just; 15 марта 1994, Дос-Торрес, Испания) — испанский футболист, полузащитник клуба «Аль-Таавун».

## Клубная карьера
Начав свою карьеру в довольно скромном «Дон Боско», Альваро вскоре перебрался в более сильную систему «Кордобы». Через несколько лет он ушёл в «Сенеку», а в 2011 году стал игроком «Реала». С 2012 года он довольно результативно выступал за третью команду клуба, а после вылета второй команды, «Кастильи» из второй лиги, был переведён туда. В то же время Альваро начали активно привлекать к тренировкам и играм основного состава «Реала». Он дебютировал в Примере 18 октября 2014 года в матче против «Леванте». 9 декабря 2014 года забил свой первый мяч за основную команду «Реала» в ворота «Лудогорца».
2 июля 2015 года был отдан в аренду в клуб высшего испанского дивизиона «Хетафе» на сезон.
11 июля 2016 года Медран перешёл в «Валенсию», подписав четырёхлетний контракт. В августе 2017 года отправился в аренду в «Алавес» на один сезон. В августе 2018 года отправился в аренду в «Райо Вальекано» на предстоящий сезон. В сентябре 2019 года контракт Медрана с «Валенсией» был расторгнут по взаимному согласию сторон.
10 октября 2019 года Медран подписал контракт с клубом MLS «Чикаго Файр», вступающий в силу в январе 2020 года и рассчитанный до конца сезона 2021 с опциями продления на сезоны 2022 и 2023. В американской лиге дебютировал 1 марта 2020 года в матче стартового тура сезона 2020 против «Сиэтл Саундерс». 25 августа 2020 года в матче против «Цинциннати» забил свой первый гол в MLS. В марте 2021 года Медран получил грин-карту и в MLS перестал считаться иностранным игроком. По окончании сезона 2021 «Чикаго Файр» не стал продлевать контракт с Медраном.
28 декабря 2021 года Медран подписал контракт с клубом чемпионата Саудовской Аравии «Аль-Таавун».

## Карьера в сборной
В 2013 году молодой игрок принял участие в трёх играх сборной Испании до 19 лет.

## Достижения
«Реал Мадрид»
- Победитель Клубного чемпионата мира: 2014